# А̀

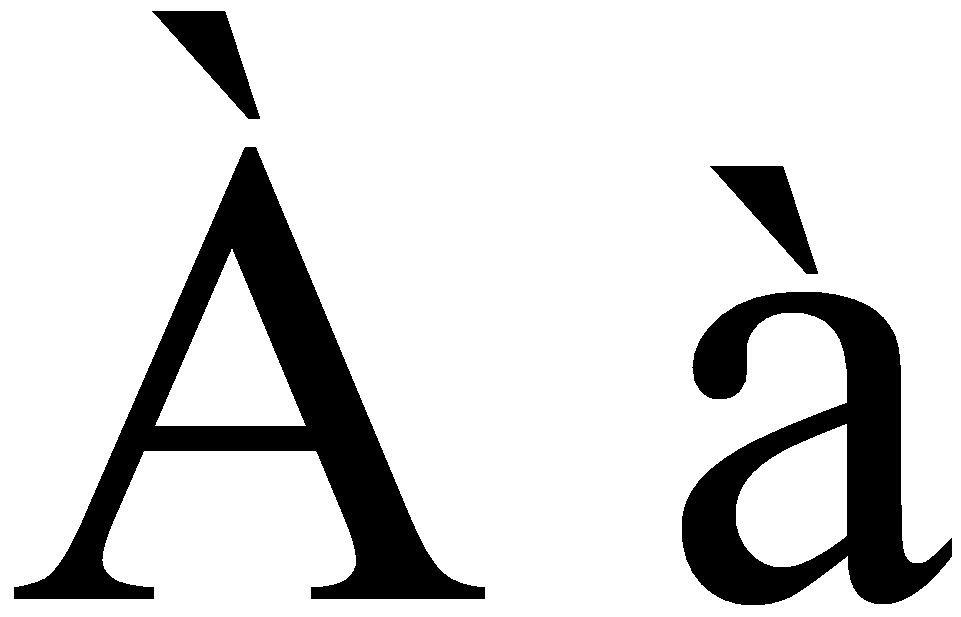
Letra cirílica À

А̀ (minúscula а̀; cursiva: А̀ а̀) es una letra del alfabeto cirílico. En todas sus formas luce exactamente como la letra latina À con grave (À à À à).

## Computando códigos
Siendo una letra relativamente reciente, no está presente en ninguna codificacion cirílica legada de los 8-bits, por lo que la letra А̀ no es representada directamente por un carácter precompuesto en Unicode; tiene que ser compuesto como А+◌̀ (U+0300).
| Carácter      | А                         | А                         | а                       | а                       | ̀                       | ̀                       |
| ------------- | ------------------------- | ------------------------- | ----------------------- | ----------------------- | ---------------------- | ---------------------- |
| Unicode       | CYRILLIC CAPITAL LETTER A | CYRILLIC CAPITAL LETTER A | CYRILLIC SMALL LETTER A | CYRILLIC SMALL LETTER A | COMBINING GRAVE ACCENT | COMBINING GRAVE ACCENT |
| Codificación  | decimal                   | hex                       | decimal                 | hex                     | decimal                | hex                    |
| Unicode       | 1040                      | U+0410                    | 1072                    | U+0430                  | 768                    | U+0300                 |
| UTF-8         | 208 144                   | D0 90                     | 208 176                 | D0 B0                   | 204 128                | CC 80                  |
| Ref. numérica | &#1040;                   | &#x410;                   | &#1072;                 | &#x430;                 | &#768;                 | &#x300;                |

## Uso
Las acentuaciones son opcionales y se usan regularmente en varios libros especiales como diccionarios, cartillas o libros de texto para extranjeros, ya que el estrés es muy impredecible en todos estos. Sin embargo, en los textos generales, los acentos rara vez se utilizan. Principalmente para evitar ambigüedades o para mostrar la pronunciación de palabras extranjeras.

### Búlgaro
Esto está en su mayor parte en búlgaro y también es el acento utilizado en el idioma búlgaro estándar. Debido a que existió en el pasado en todos los dialectos búlgaros, se le puede llamar acento dinámico. Sus características son muy similares a las del acento de las otras lenguas eslavas del sureste